# Armin Kirfel
Armin Kirfel (* 2. Juni 1943 in Bonn/Beuel) ist ein deutscher Physiker, Mineraloge und Kristallograph.
Kirfel studierte ab 1962 Physik an der Universität Bonn mit dem Diplom 1968 und der Promotion 1971. Ab 1972 war er Mitarbeiter am Mineralogisch-Petrologischen Institut in Bonn, 1973/74 zu einem Forschungsaufenthalt an der University of York und danach Assistent in Bonn. 1981/82 folgte ein Forschungsaufenthalt an der Carnegie Mellon University in Pittsburgh und 1983 habilitierte er sich in Bonn in Kristallographie. 1984 wurde er Professor auf Zeit in Bonn und 1986 bis 1991 war er als Angestellter der Universität des Saarlandes am Hasylab in Hamburg sowie Privatdozent in Bonn. 1991 wurde er Professor für Kristallographie in Würzburg und 1996 Professor für Kristallographie und Mineralogie in Bonn. 2008 wurde er emeritiert. 
2004 war er Gastwissenschaftler an der Tokyo University of Science.
2009 erhielt er die Carl-Hermann-Medaille als Anerkennung seines wissenschaftlichen Lebenswerkes auf dem Gebiet der Strukturforschung mit Beugungstechniken, für vielfältige methodische Entwicklungen und Anwendungen auf Probleme der Archäologie, Chemie, Mineralogie, Pharmazie und insbesondere hochgenauer Elektronendichteverteilungen und anisotroper resonanter Röntgen-Streuung.